# Michel Toussaint
Michel Alfred Edmond Joseph Toussaint (* 26. November 1922 in Namur; † 23. März 2007 ebenda) war ein belgischer Politiker. Er war Mitglied des Senats und des Wallonischen Parlaments sowie Staatssekretär und Minister in verschiedenen belgischen Regierungen. Am 2. Dezember 1983 wurde ihm der Ehrentitel eines Staatsministers verliehen.

## Leben

### Familie
Michel Toussaint war ein Sohn des Versicherungsinspektors Robert Toussaint und dessen Frau Suzanne Horman. 1948 heiratete er Monic Materne in Jambes.

### Rechtsanwalt, Senator und Staatssekretär
Michel Toussaint absolvierte ein Studium der Rechtswissenschaften an der Universität Lüttich, das er 1947 mit einem Doktor der Rechte abschloss. Im Anschluss war er zwischen 1947 und 1952 Direktor des Unternehmens Materne sowie Direktor der Banque de Bruxelles, ehe er sich 1954 als Rechtsanwalt in seiner Geburtsstadt Namur niederließ. Obwohl er bereits am Wallonischen Nationalkongress der Parti libéral (PL) vom 20. bis 21. Oktober 1945 teilgenommen hatte, begann er seine eigentliche politische Laufbahn erst Ende der 1950er Jahre. Er fungierte zwischen 1957 und 1965 als Präsident der Liberalen Föderation von Namur sowie als Vizepräsident der PL. Bei den Wahlen im Oktober 1958 wurde er zum Mitglied des Gemeinderates von Namur gewählt und gehörte diesem fast dreißig Jahre lang bis 1988 an. Er war zudem von 1958 bis 1961 Präsident der Entente libérale wallonne sowie anschließend zwischen 1961 und 1965 Präsident der Entente libérale wallonne der Parti de la liberté et du progrès (PLP).
Im Januar 1963 wurde Toussaint zum Mitglied des Senats ernannt und vertrat in diesem die Provinz Namur. Bei den Wahlen 1965 wurde er für die PLP wieder zum Mitglied des Senats gewählt und gehörte diesem für die Bezirke Namur, Dinant und Philippeville beinahe 20 Jahre lang bis 1984 an. Zugleich war er zwischen dem 1. Januar 1965 und dem 19. März 1966 Erster Schöffe von Namur. Anschließend übernahm er in der Regierung Vanden Boeynants I vom 19. März 1966 bis zum 7. Februar 1968 das Amt als Staatssekretär im Ministerium für nationale Bildung. Bei den Wahlen von 1968 erreichte er einen beeindruckenden persönlichen Wahlerfolg, als er mit 28.369 persönlichen Stimmen das beste Wahlergebnis in der Provinz Namur seit Ende des Zweiten Weltkrieges errang. Innerhalb der von PLP-PVV-Fraktion unter dem Vorsitz von Omer Vanaudenhove setzte er sich im Senat insbesondere für die Interessen Walloniens ein. 1970 brachte er unter der Führung von Pierre Descamps und Gérard Delruelle seine Stimme ein, um die Zweidrittelmehrheit sicherzustellen, die für die Änderung der Verfassung erforderlich war und die zur Einführung der Flämischen, Wallonischen und Deutschen Gemeinschaften führte. Nach der daraus folgenden Umsetzung des Loi Terwagne zur Dezentralisierung der Wirtschaft wurde er im Oktober 1971 Mitglied des Regionalen Wirtschaftsrates von Wallonien (Conseil économique régional de Wallonie), dem er für die Liberale Partei bis 1975 angehörte. Zugleich war er von 1971 bis 1984 Mitglied des Kulturrates (Conseil Culturel) der Französischen Gemeinschaft Belgiens.

### Vizepräsident des Senats und Minister
1971 wurde Michel Toussaint Vizepräsident des Senats und bekleidete diese Funktion bis 1972. 1972 nahm er an der Gründung der wallonischen PLP bei und unterstützte nachdrücklich die Präsidentschaft von Émile-Edgard Jeunehomme sowie anschließend von André Damseaux, der zwischen 1973 und 1979 Präsident der PLPW war. In der Regierung Leburton I sowie Regierung Leburton II bekleidete er zwischen dem 26. Januar 1973 und dem 19. Januar 1974 das Amt des Ministers für nationale Bildung.
Danach war er in der Regierung Tindemans I und Regierung Tindemans II vom 25. April 1974 bis zum 8. Dezember 1976 Minister für Außenhandel. Im Senat stimmte er für das von François Perin und Robert Vandekerckhove eingebrachte Gesetz zur provisorischen Regionalisierung und war nach der Verabschiedung dieses Gesetzes von März 1974 bis März 1977 Mitglied des Provisorischen Wallonischen Regionalrates (Conseil régional wallon provisoire). Nach dem Rücktritt von Minister François Perin war Toussaint in der Regierung Tindemans II und Regierung Tindemans III zwischen dem 8. Dezember 1976 und dem 18. April 1977 Minister für institutionelle Reformen und gehörte als solcher auch dem Ministerausschuss für wallonische Angelegenheiten an, dessen Präsident Alfred Califice war.

### Wallonischer Regionalrat, Staatsminister und Mitglied des Europäischen Parlaments
Als Senator stimmte er im August 1980 für eine weitere institutionelle Verfassungsänderung, die zur weiteren Stärkung der Gemeinschaften und zur Einführung der Parlamente in den jeweiligen Sprachgemeinschaften führte. Daraufhin wurde er am 15. Oktober 1980 Mitglied des Wallonischen Regionalrates (Conseil régional wallon). Auf der Sitzung vom 6. November 1980 wurde er einer der Sekretäre des Büros des Wallonischen Regionalrates und hatte diese Funktion bis zum 6. Oktober 1981 inne. Im Anschluss war er zwischen dem 23. Dezember 1981 und dem 24. Juli 1984 Erster Vizepräsident des Wallonischen Regionalrates. Am 19. Oktober 1982 wurde er schließlich auch Präsident des Conseil culturel de la Communauté française, des Kulturrates des Französischen Gemeinschaft Belgiens, und bekleidete diesen Posten bis zum 15. Oktober 1984. In dieser Funktion setzte er sich für eine schnelle Umsetzung Verwaltungsreformen der Gemeinschaften und Regionen ein. Am 2. Dezember 1983 wurde ihm der Ehrentitel eines Staatsministers verliehen.
Bei der Europawahl am 17. Juni 1984 wurde Michel Toussaint als Spitzenkandidat der Parti réformateur libéral (PRL) zum Mitglied des zweiten Europäischen Parlamentes gewählt. Dabei errang er als achtbester Kandidat ein persönliches Wahlergebnis von 41.311 Stimmen, während die PRL insgesamt 540.610 Stimmen erhielt. Daraufhin gehörte er dem Europäischen Parlament von Oktober 1984 bis 1989 an.